# Koki Kazama
Koki Kazama (風間 宏希 Kazama Kōki?, Fuchū, Hiroshima, 19 de junio de 1991) es un futbolista japonés que juega como centrocampista. Es hijo del exfutbolista Yahiro Kazama y hermano del también futbolista Koya Kazama.

## Trayectoria

### Clubes
| Club                         | País     | Año       |
| ---------------------------- | -------- | --------- |
| Louletano DC                 | Portugal | 2010-2011 |
| TuS Coblenza                 | Alemania | 2011-2012 |
| Kawasaki Frontale            | Japón    | 2012-2013 |
| Giravanz Kitakyushu          | Japón    | 2014-2016 |
| Montedio Yamagata            | Japón    | 2017-2018 |
| Thespakusatsu Gunma (cedido) | Japón    | 2018      |
| F. C. Ryukyu                 | Japón    | 2019-2021 |
| Thespa Gunma                 | Japón    | 2022-     |